# Campionati mondiali di pattinaggio di figura 2009
I Campionati mondiali di pattinaggio di figura 2009 sono stati la 99ª edizione della competizione di pattinaggio di figura, valida per la stagione 2008-2009. Si sono svolti dal 23 al 29 marzo 2009 presso lo Staples Center di Los Angeles (Stati Uniti d'America).

## Qualificazioni
La competizione è stata aperta ai pattinatori provenienti dalle rappresentative nazionali ISU con un'età di almeno 15 anni al 1º luglio 2008. La corrispondente competizione per pattinatori più giovani è stata il Campionato Mondiale Juniores.
In base ai risultati dei Mondiali 2008, le nazioni seguenti hanno ottenuto più di un posto nell'edizione 2009.
| Posti | Uomini                                | Donne                                                      | Coppia                      | Danza                                    |
| ----- | ------------------------------------- | ---------------------------------------------------------- | --------------------------- | ---------------------------------------- |
| 3     | Canada Giappone Stati Uniti           | Giappone                                                   | Canada Cina Germania Russia | Francia Stati Uniti                      |
| 2     | Belgio Francia Russia Svezia Svizzera | Canada Finlandia Italia Corea del Sud Svizzera Stati Uniti | Ucraina Stati Uniti         | Canada Regno Unito Israele Italia Russia |

## Medagliere
Tabella delle medaglie ottenute per Paese:
| Posiz. | Nazione       | Oro | Argento | Bronzo | Totale |
| ------ | ------------- | --- | ------- | ------ | ------ |
| 1      | Stati Uniti   | 1   | 1       | 0      | 2      |
| 2      | Russia        | 1   | 0       | 1      | 2      |
| 3      | Corea del Sud | 1   | 0       | 0      | 1      |
| 3      | Germania      | 1   | 0       | 0      | 1      |
| 5      | Canada        | 0   | 2       | 1      | 3      |
| 6      | Cina          | 0   | 1       | 0      | 1      |
| 7      | Francia       | 0   | 0       | 1      | 1      |
| 7      | Giappone      | 0   | 0       | 1      | 1      |

## Risultati

### Singolo maschile
| Pos.                              | Nome                  | Nazione              | Totale | PC | PC    | PL | PL     |
| --------------------------------- | --------------------- | -------------------- | ------ | -- | ----- | -- | ------ |
| 1                                 | Evan Lysacek          | Stati Uniti          | 242.23 | 2  | 82.70 | 1  | 159.53 |
| 2                                 | Patrick Chan          | Canada               | 237.58 | 3  | 82.55 | 2  | 155.03 |
| 3                                 | Brian Joubert         | Francia              | 235.97 | 1  | 84.40 | 3  | 151.57 |
| 4                                 | Tomáš Verner          | Rep. Ceca            | 231.71 | 4  | 80.36 | 4  | 151.35 |
| 5                                 | Samuel Contesti       | Italia               | 226.97 | 6  | 78.50 | 5  | 148.47 |
| 6                                 | Takahiko Kozuka       | Giappone             | 222.18 | 5  | 79.35 | 7  | 142.83 |
| 7                                 | Nobunari Oda          | Giappone             | 218.16 | 7  | 76.49 | 8  | 141.67 |
| 8                                 | Denïs Ten             | Kazakistan           | 211.43 | 17 | 68.54 | 6  | 142.89 |
| 9                                 | Brandon Mroz          | Stati Uniti          | 207.19 | 8  | 76.10 | 13 | 131.09 |
| 10                                | Andrej Lutaj          | Russia               | 204.99 | 15 | 68.95 | 9  | 136.04 |
| 11                                | Jeremy Abbott         | Stati Uniti          | 204.67 | 10 | 72.15 | 10 | 132.52 |
| 12                                | Vaughn Chipeur        | Canada               | 202.08 | 12 | 70.45 | 12 | 131.63 |
| 13                                | Sergej Voronov        | Russia               | 202.04 | 9  | 72.15 | 14 | 129.89 |
| 14                                | Kevin van der Perren  | Belgio               | 198.35 | 14 | 70.15 | 15 | 128.20 |
| 15                                | Takahito Mura         | Giappone             | 194.97 | 13 | 70.35 | 16 | 124.62 |
| 16                                | Yannick Ponsero       | Francia              | 193.84 | 11 | 71.83 | 17 | 122.01 |
| 17                                | Jeremy Ten            | Canada               | 193.16 | 21 | 60.90 | 11 | 132.26 |
| 18                                | Adrian Schultheiss    | Svezia               | 186.43 | 18 | 65.20 | 18 | 121.23 |
| 19                                | Javier Fernández      | Spagna               | 183.55 | 20 | 63.75 | 19 | 119.80 |
| 20                                | Kristoffer Berntsson  | Svezia               | 182.31 | 16 | 68.61 | 20 | 113.70 |
| 21                                | Gregor Urbas          | Slovenia             | 167.71 | 22 | 58.70 | 21 | 109.01 |
| 22                                | Anton Kovalevs'kyj    | Ucraina              | 165.73 | 19 | 64.28 | 23 | 101.45 |
| 23                                | Przemysław Domański   | Polonia              | 161.66 | 24 | 57.00 | 22 | 104.66 |
| 24                                | Igor Macypura         | Slovacchia           | 158.86 | 23 | 58.30 | 24 | 100.56 |
| Eliminati dopo il programma corto |                       |                      |        |    |       |    |        |
| 25                                | Peter Liebers         | Germania             |        | 25 | 56.73 |    |        |
| 26                                | Jamal Othman          | Svizzera             |        | 26 | 56.32 |    |        |
| 27                                | Ari-Pekka Nurmenkari  | Finlandia            |        | 27 | 55.60 |    |        |
| 28                                | Wu Jialiang           | Cina                 |        | 28 | 55.43 |    |        |
| 29                                | Viktor Pfeifer        | Austria              |        | 29 | 54.01 |    |        |
| 30                                | Elliot Hilton         | Regno Unito          |        | 30 | 53.35 |    |        |
| 31                                | Tigran Vardanjan      | Ungheria             |        | 31 | 53.15 |    |        |
| 32                                | Zoltán Kelemen        | Romania              |        | 32 | 49.34 |    |        |
| 33                                | Damjan Ostojič        | Bosnia ed Erzegovina |        | 33 | 47.27 |    |        |
| 34                                | Luis Hernández        | Messico              |        | 34 | 46.11 |    |        |
| 35                                | Alper Uçar            | Turchia              |        | 35 | 45.57 |    |        |
| 36                                | Maxim Shipov          | Israele              |        | 36 | 44.85 |    |        |
| 37                                | Kevin Alves           | Brasile              |        | 37 | 44.51 |    |        |
| 38                                | Charles Shou-San Pao  | Taipei cinese        |        | 38 | 43.89 |    |        |
| 39                                | Kim Min-seok          | Corea del Sud        |        | 39 | 43.28 |    |        |
| 40                                | Beka Shankulashvili   | Georgia              |        | 40 | 42.80 |    |        |
| 41                                | Boris Martinec        | Croazia              |        | 41 | 42.37 |    |        |
| 42                                | Mikael Redin          | Svizzera             |        | 42 | 42.29 |    |        |
| 43                                | Aleksandr Kazakov     | Bielorussia          |        | 43 | 40.74 |    |        |
| 44                                | Justin Pietersen      | Sudafrica            |        | 44 | 40.39 |    |        |
| 45                                | Georgi Kenčadze       | Bulgaria             |        | 45 | 39.90 |    |        |
| 46                                | Mark Webster          | Australia            |        | 46 | 37.35 |    |        |
| 47                                | Andrew Huertas        | Porto Rico           |        | 47 | 36.91 |    |        |
| 48                                | Gegham Vardanyan      | Armenia              |        | 48 | 34.87 |    |        |
| 49                                | Saulius Ambrulevičius | Lituania             |        | 49 | 34.68 |    |        |
| 50                                | Michael Dimalanta     | Filippine            |        | 50 | 27.53 |    |        |

### Singolo femminile
| Pos.                              | Nome                    | Nazione       | Totale | PC | PC    | PL | PL     |
| --------------------------------- | ----------------------- | ------------- | ------ | -- | ----- | -- | ------ |
| 1                                 | Kim Yuna                | Corea del Sud | 207.71 | 1  | 76.12 | 1  | 131.59 |
| 2                                 | Joannie Rochette        | Canada        | 191.29 | 2  | 67.90 | 3  | 123.39 |
| 3                                 | Miki Andō               | Giappone      | 190.38 | 4  | 64.12 | 2  | 126.26 |
| 4                                 | Mao Asada               | Giappone      | 188.09 | 3  | 66.06 | 4  | 122.03 |
| 5                                 | Rachael Flatt           | Stati Uniti   | 172.41 | 7  | 59.30 | 5  | 113.11 |
| 6                                 | Laura Lepistö           | Finlandia     | 170.07 | 6  | 59.66 | 7  | 110.41 |
| 7                                 | Alëna Leonova           | Russia        | 168.91 | 11 | 58.18 | 6  | 110.73 |
| 8                                 | Fumie Suguri            | Giappone      | 164.58 | 9  | 58.40 | 9  | 106.18 |
| 9                                 | Sarah Meier             | Svizzera      | 163.37 | 10 | 58.36 | 10 | 105.01 |
| 10                                | Elene Gedevanishvili    | Georgia       | 162.48 | 8  | 58.82 | 11 | 103.66 |
| 11                                | Alissa Czisny           | Stati Uniti   | 159.78 | 14 | 53.28 | 8  | 106.50 |
| 12                                | Carolina Kostner        | Italia        | 153.56 | 5  | 63.18 | 15 | 90.38  |
| 13                                | Susanna Pöykiö          | Finlandia     | 153.31 | 12 | 57.12 | 12 | 96.19  |
| 14                                | Ivana Reitmayerová      | Slovacchia    | 147.41 | 16 | 52.98 | 13 | 94.43  |
| 15                                | Cynthia Phaneuf         | Canada        | 146.09 | 15 | 53.14 | 14 | 92.95  |
| 16                                | Jelena Glebova          | Estonia       | 140.02 | 13 | 55.90 | 17 | 84.12  |
| 17                                | Kim Na-Young            | Corea del Sud | 131.50 | 17 | 51.50 | 21 | 80.00  |
| 18                                | Annette Dytrt           | Germania      | 131.15 | 18 | 51.04 | 19 | 80.11  |
| 19                                | Anna Jurkiewicz         | Polonia       | 130.29 | 20 | 45.60 | 16 | 84.69  |
| 20                                | Jenna McCorkell         | Regno Unito   | 128.67 | 21 | 45.52 | 18 | 83.15  |
| 21                                | Tuğba Karademir         | Turchia       | 124.31 | 22 | 44.24 | 20 | 80.07  |
| 22                                | Candice Didier          | Francia       | 122.08 | 19 | 50.16 | 22 | 71.92  |
| 23                                | Kerstin Frank           | Austria       | 105.73 | 23 | 43.20 | 23 | 62.53  |
| 24                                | Ana Cecilia Cantu       | Messico       | 101.82 | 24 | 41.58 | 24 | 60.24  |
| Eliminate dopo il programma corto |                         |               |        |    |       |    |        |
| 25                                | Tamar Katz              | Israele       |        | 25 | 40.62 |    |        |
| 26                                | Sonia Lafuente          | Spagna        |        | 26 | 39.04 |    |        |
| 27                                | Viktoria Helgesson      | Svezia        |        | 27 | 38.98 |    |        |
| 28                                | Chaochih Liu            | Taipei cinese |        | 28 | 38.06 |    |        |
| 29                                | Gracielle Jeanne Tan    | Filippine     |        | 29 | 37.74 |    |        |
| 30                                | Nella Simaová           | Rep. Ceca     |        | 30 | 37.44 |    |        |
| 31                                | Anastasia Gimazetdinova | Uzbekistan    |        | 31 | 37.38 |    |        |
| 32                                | Emma Hagieva            | Azerbaigian   |        | 32 | 36.76 |    |        |
| 33                                | Cheltzie Lee            | Australia     |        | 33 | 35.46 |    |        |
| 34                                | Iryna Movčan            | Ucraina       |        | 34 | 35.06 |    |        |
| 35                                | Teodora Poštič          | Slovenia      |        | 35 | 33.66 |    |        |
| 36                                | Roxana Luca             | Romania       |        | 36 | 33.28 |    |        |
| 37                                | Tamami Ono              | Hong Kong     |        | 37 | 32.70 |    |        |
| 38                                | Zanna Pugaca            | Lettonia      |        | 38 | 32.42 |    |        |
| 39                                | Bianka Pádár            | Ungheria      |        | 39 | 32.10 |    |        |
| 40                                | Isabelle Pieman         | Belgio        |        | 40 | 32.04 |    |        |
| 41                                | Sonia Radeva            | Bulgaria      |        | 41 | 31.98 |    |        |
| 42                                | Liu Yan                 | Cina          |        | 42 | 31.14 |    |        |
| 43                                | Victoria Muniz          | Porto Rico    |        | 43 | 30.94 |    |        |
| 44                                | Lejeanne Marais         | Sudafrica     |        | 44 | 30.92 |    |        |
| 45                                | Charissa Tansomboon     | Thailandia    |        | 45 | 29.04 |    |        |
| 46                                | Mirna Librić            | Croazia       |        | 46 | 28.90 |    |        |
| 47                                | Maria Papasotiriou      | Grecia        |        | 47 | 28.32 |    |        |
| 48                                | Beatrice Rozinskaite    | Lituania      |        | 48 | 28.24 |    |        |
| 49                                | Ksenia Jastsenjski      | Serbia        |        | 49 | 27.62 |    |        |
| 50                                | Mérovée Ephrem          | Monaco        |        | 50 | 25.30 |    |        |
| 51                                | Stacy Perfetti          | Brasile       |        | 51 | 25.24 |    |        |
| 52                                | Clara Peters            | Irlanda       |        | 52 | 23.64 |    |        |
| 53                                | Yoniko Eva Washington   | India         |        | 53 | 19.68 |    |        |
| WD                                | Sonja Mugoša            | Montenegro    |        |    |       |    |        |

### Coppie
| Pos.                              | Nome                                        | Nazione       | Totale | PC | PC    | PL | PL     |
| --------------------------------- | ------------------------------------------- | ------------- | ------ | -- | ----- | -- | ------ |
| 1                                 | Aliona Savchenko / Robin Szolkowy           | Germania      | 203.48 | 1  | 72.30 | 1  | 131.18 |
| 2                                 | Zhang Dan / Zhang Hao                       | Cina          | 186.52 | 3  | 67.42 | 2  | 119.10 |
| 3                                 | Juko Kavaguti / Aleksandr Smirnov           | Russia        | 186.39 | 2  | 68.94 | 3  | 117.45 |
| 4                                 | Pang Qing / Tong Jian                       | Cina          | 181.08 | 5  | 65.18 | 4  | 115.90 |
| 5                                 | Marija Muchortova / Maksim Tran'kov         | Russia        | 177.89 | 4  | 66.88 | 7  | 111.01 |
| 6                                 | Tat'jana Volosožar / Stanislav Morozov      | Ucraina       | 175.61 | 6  | 64.10 | 5  | 111.51 |
| 7                                 | Jessica Dubé / Bryce Davison                | Canada        | 172.82 | 7  | 61.80 | 6  | 111.02 |
| 8                                 | Meagan Duhamel / Craig Buntin               | Canada        | 165.41 | 8  | 61.28 | 8  | 104.13 |
| 9                                 | Caydee Denney / Jeremy Barrett              | Stati Uniti   | 156.84 | 10 | 52.74 | 9  | 104.10 |
| 10                                | Mylène Brodeur / John Mattatall             | Canada        | 150.05 | 11 | 50.44 | 10 | 99.61  |
| 11                                | Keauna McLaughlin / Rockne Brubaker         | Stati Uniti   | 143.74 | 9  | 53.62 | 12 | 90.12  |
| 12                                | Vanessa James / Yannick Bonheur             | Francia       | 139.34 | 17 | 44.10 | 11 | 95.24  |
| 13                                | Stacey Kemp / David King                    | Regno Unito   | 134.73 | 13 | 47.74 | 13 | 86.99  |
| 14                                | Anaïs Morand / Antoine Dorsaz               | Svizzera      | 131.46 | 12 | 48.50 | 14 | 82.96  |
| 15                                | Maylin Hausch / Daniel Wende                | Germania      | 125.96 | 15 | 46.58 | 15 | 79.38  |
| 16                                | Zhang Yue / Wang Lei                        | Cina          | 119.24 | 14 | 46.68 | 16 | 72.56  |
| 17                                | Maria Sergejeva / Ilja Glebov               | Estonia       | 116.54 | 16 | 46.14 | 17 | 70.40  |
| 18                                | Nicole Della Monica / Yannick Kocon         | Italia        | 108.49 | 18 | 41.18 | 18 | 67.31  |
| 19                                | Joanna Sulej / Mateusz Chruściński          | Polonia       | 106.54 | 19 | 40.88 | 19 | 65.66  |
| 20                                | Jessica Crenshaw / Chad Tsagris             | Grecia        | 101.87 | 20 | 39.70 | 20 | 62.17  |
| Eliminati dopo il programma corto |                                             |               |        |    |       |    |        |
| 21                                | Ekaterina Sokolova / Fedor Sokolov          | Israele       |        | 21 | 39.62 |    |        |
| 22                                | Amanda Sunyoto-Yang / Darryll Sulindro-Yang | Taipei cinese |        | 22 | 37.04 |    |        |
| 23                                | Nina Ivanova / Filip Zalevski               | Bulgaria      |        | 23 | 34.58 |    |        |
| 24                                | Ksenija Ozerova / Aleksandr Ėnbert          | Russia        |        | 24 | 34.06 |    |        |
| 25                                | Marina Aganina / Dmitri Zobnin              | Uzbekistan    |        | 25 | 33.00 |    |        |

### Danza su ghiaccio
| Pos.                              | Nome                                   | Nazione     | Totale | Qual. | Qual. | D. Orig. | D. Orig. | D. Lib. | D. Lib. |
| --------------------------------- | -------------------------------------- | ----------- | ------ | ----- | ----- | -------- | -------- | ------- | ------- |
| 1                                 | Oksana Domnina / Maksim Šabalin        | Russia      | 206.30 | 1     | 40.77 | 2        | 64.68    | 1       | 100.85  |
| 2                                 | Tanith Belbin / Benjamin Agosto        | Stati Uniti | 205.08 | 2     | 39.65 | 1        | 65.16    | 2       | 100.27  |
| 3                                 | Tessa Virtue / Scott Moir              | Canada      | 200.40 | 3     | 39.37 | 6        | 61.05    | 4       | 99.98   |
| 4                                 | Meryl Davis / Charlie White            | Stati Uniti | 200.36 | 4     | 37.73 | 3        | 62.60    | 3       | 100.03  |
| 5                                 | Nathalie Péchalat / Fabian Bourzat     | Francia     | 194.36 | 6     | 36.54 | 4        | 61.83    | 5       | 95.99   |
| 6                                 | Jana Chochlova / Sergej Novickij       | Russia      | 193.41 | 5     | 37.34 | 5        | 61.68    | 6       | 94.39   |
| 7                                 | Sinead Kerr / John Kerr                | Regno Unito | 186.07 | 8     | 35.30 | 7        | 60.13    | 7       | 90.64   |
| 8                                 | Federica Faiella / Massimo Scali       | Italia      | 182.76 | 7     | 36.30 | 10       | 55.92    | 8       | 90.54   |
| 9                                 | Pernelle Carron / Matthieu Jost        | Francia     | 178.72 | 9     | 34.39 | 8        | 57.68    | 10      | 86.65   |
| 10                                | Anna Cappellini / Luca Lanotte         | Italia      | 175.70 | 11    | 33.30 | 9        | 56.33    | 11      | 86.07   |
| 11                                | Emily Samuelson / Evan Bates           | Stati Uniti | 174.76 | 13    | 32.51 | 11       | 54.97    | 9       | 87.28   |
| 12                                | Vanessa Crone / Paul Poirier           | Canada      | 173.16 | 10    | 33.33 | 12       | 54.75    | 12      | 85.08   |
| 13                                | Alexandra Zaretski / Roman Zaretski    | Israele     | 167.53 | 12    | 32.85 | 13       | 54.19    | 14      | 80.49   |
| 14                                | Katherine Copely / Deividas Stagniūnas | Lituania    | 160.00 | 16    | 28.46 | 14       | 49.79    | 13      | 81.75   |
| 15                                | Anna Zadorožnjuk / Serhij Verbillo     | Ucraina     | 154.49 | 15    | 30.34 | 19       | 46.94    | 15      | 77.21   |
| 16                                | Cathy Reed / Chris Reed                | Giappone    | 151.04 | 18    | 27.24 | 15       | 49.58    | 16      | 74.22   |
| 17                                | Carolina Hermann / Daniel Hermann      | Germania    | 147.77 | 20    | 26.65 | 16       | 48.89    | 18      | 72.23   |
| 18                                | Kristin Fraser / Igor Lukanin          | Azerbaigian | 147.45 | 14    | 30.35 | 18       | 48.06    | 20      | 69.04   |
| 19                                | Zoé Blanc / Pierre-Loup Bouquet        | Francia     | 146.08 | 19    | 27.16 | 17       | 48.24    | 19      | 70.68   |
| 20                                | Caitlin Mallory / Kristian Rand        | Estonia     | 143.69 | 23    | 25.11 | 21       | 45.69    | 17      | 72.89   |
| 21                                | Lucie Myslivečková / Matěj Novák       | Rep. Ceca   | 142.99 | 17    | 28.29 | 20       | 46.35    | 21      | 68.35   |
| 22                                | Huang Xintong / Zheng Xun              | Cina        | 135.85 | 22    | 26.11 | 23       | 43.48    | 22      | 66.26   |
| 23                                | Phillipa Towler-Green / Phillip Poole  | Regno Unito | 135.56 | 21    | 26.38 | 22       | 43.70    | 23      | 65.48   |
| 24                                | Joanna Budner / Jan Mościcki           | Polonia     | 124.58 | 24    | 23.43 | 25       | 39.25    | 24      | 61.90   |
| Eliminati dopo il programma corto |                                        |             |        |       |       |          |          |         |         |
| 25                                | Danielle O'Brien / Gregory Merriman    | Australia   | 59.51  | 27    | 19.81 | 24       | 39.70    |         |         |
| 26                                | Nikki Georgiadis / Graham Hockley      | Grecia      | 58.61  | 26    | 21.51 | 26       | 37.10    |         |         |
| 27                                | Leonie Krail / Oscar Peter             | Svizzera    | 56.78  | 25    | 22.32 | 27       | 34.46    |         |         |
| 28                                | Emese László / Máté Fejes              | Ungheria    | 53.39  | 29    | 18.95 | 28       | 34.44    |         |         |
| 29                                | Ina Demireva / Juri Kurakin            | Bulgaria    | 52.89  | 28    | 19.75 | 30       | 33.14    |         |         |
| 30                                | Ksenija Šmyryna / Jahor Majstroŭ       | Bielorussia | 51.89  | 30    | 17.96 | 29       | 33.93    |         |         |